# خيسوس ديلغادو
خيسوس ديلغادو (بالإنجليزية: Jesús Delgado)‏ هو لاعب كرة قاعدة دومينيكاوي، ولد في 19 أبريل 1984 في ماراكاي في فنزويلا.

## وصلات خارجية
- خيسوس ديلغادو على موقع دوري كرة القاعدة الرئيسي (الإنجليزية)
- خيسوس ديلغادو على موقعبيزبول رفرنس.كوم (الدوري الرئيسي) (الإنجليزية)
- خيسوس ديلغادو على موقعبيزبول رفرنس.كوم (الدوري الثانوي) (الإنجليزية)